# Milwaukee Motor Manufacturing Company
Milwaukee Motor Manufacturing Company war ein US-amerikanischer Hersteller von Motoren und Automobilen.

## Unternehmensgeschichte
Das Unternehmen hatte seinen Sitz in Milwaukee in Wisconsin. Zunächst stellte es ausschließlich Motoren her. Zwischen 1903 und 1904 entstanden auch Personenkraftwagen. Der Markenname lautete im ersten Jahr Milwaukee und dann New Monarch. Im November 1904 verkündete der Sekretär und Schatzmeister Marner die Aufgabe der Fahrzeugproduktion, weil der Profit nicht stimmte.
Es ist nicht bekannt, wann das Unternehmen aufgelöst wurde.
Weitere US-amerikanische Hersteller von Personenkraftwagen der Marke Monarch waren Monarch Automobile Company, Monarch Motor Car Company (Illinois), Monarch Machine Company und Monarch Motor Car Company (Michigan).

## Fahrzeuge
Soweit bekannt, stand nur ein Modell im Angebot. Ein Einzylindermotor trieb über ein Planetengetriebe und eine Kette die Hinterachse an. Der Aufbau war ein offener Runabout mit zwei Sitzen. Gelenkt wurde mit einem Lenkhebel vom rechten Sitz aus.
Im ersten Jahr wurde 48 Fahrzeuge produziert und im zweiten Jahr noch 12.